# Corydalis crassipedicellata
Corydalis crassipedicellata är en vallmoväxtart som beskrevs av Friedrich Karl Georg Fedde. Corydalis crassipedicellata ingår i släktet nunneörter, och familjen vallmoväxter. Inga underarter finns listade i Catalogue of Life.